# Nikolai Nikolajewitsch Andrejew (Physiker)
Nikolai Nikolajewitsch Andrejew (russisch Николай Николаевич Андреев; * 16. Julijul. / 28. Juli 1880greg. in Kurmani, Gouvernement Poltawa; † 31. Dezember 1970 in Moskau) war ein ukrainisch-russischer Physiker und Hochschullehrer.

## Leben
Andrejew, Sohn eines adligen Beamten, trat 1890 ins Gymnasium und 1893 ins 3. Moskauer Kadettenkorps ein, das er 1898 abschloss. Darauf begann er das Studium an der Moskauer Technischen Hochschule. 1899 wurde er wegen Beteiligung an Studentenunruhen vom Studium ausgeschlossen und für ein Jahr in das Gouvernement Saratow verbannt, wo er unter Polizeiaufsicht stand. Nach der Rückkehr nach Moskau arbeitete er an verschiedenen Stellen und war 1900–1902 Gasthörer an der Universität Moskau (MGU). Er beschäftigte sich mit Mathematik und übersetzte ein grundlegendes Werk Henri Poincarés ins Russische. Da ihm das Studium an russischen Universitäten verwehrt blieb, ging er 1904 ins Ausland zum Studium an der Universität Göttingen. Ab 1906 studierte er an der Universität Basel mit Abschluss 1909 als Dr. phil. Seit 1908 war er Mitglied der Société française de physique.
Nach seiner Rückkehr 1909 unterrichtete Andrejew Physik an Moskauer Gymnasien. 1910 wurde er Assistent in Pjotr Nikolajewitsch Lebedews Laboratorium. 1912 wurde er Laborant und 1914 Privatdozent an der physikalisch-mathematischen Fakultät der MGU. Während des Ersten Weltkriegs leitete er das Anti-Gas-Laboratorium und entwickelte ein Gasdosimeter. Dazu machte er Versuche zur akustischen Lokalisation sich nähernder Flugzeuge. 1917 verteidigte er seine Magister-Arbeit.
Nach der Oktoberrevolution war Andrejew 1918–1919 während des Russischen Bürgerkriegs Professor für Theoretische und Praktische Mechanik an der Universität Saratow.
1920 wurde Andrejew Laboratoriumsleiter im Moskauer Staatlichen Institut für experimentelle Elektrotechnik. Dazu wurde er 1922 aktives Mitglied des neuen Forschungsinstituts für Physik der MGU. 1923 organisierte er die populärwissenschaftliche Zeitschrift Iskra und redigierte sie bis 1927. 1924–1925 arbeitete er wieder als Professor an der MGU.
1926 wurde Andrejew Leiter der Abteilung für Akustik und Vizedirektor des Leningrader Laboratoriums für Physik und Technik, das 1930 das Institut für Elektrophysik wurde. Dazu war er Dozent und dann Professor am  Leningrader Polytechnischen Institut (LPI) bis 1938. Ab 1930 war er Chefredakteur der Zeitschrift für Technische Physik der Akademie der Wissenschaften der UdSSR (AN-SSSR, seit 1991 Russische Akademie der Wissenschaften (RAN)). 1933 wurde er zum Korrespondierenden Mitglied der AN-SSSR gewählt. 1934 wurde er mit der Gesamtheit seiner Arbeiten ohne Verteidigung einer Dissertation zum Doktor der physikalisch-mathematischen Wissenschaften promoviert. Forschungsschwerpunkte waren die nichtlineare Akustik, die Schallausbreitung in dünnen Schichten und elektromechanisch aktive Materialien. Andrejew initiierte die Gründung des Forschungsinstituts der Musikindustrie, des Akustik-Lehrstuhls der Budjonny-Militärakademie der Fernmeldetruppe und des Akustik-Laboratoriums für Bauakustik für den Palast der Sowjets.
Ab 1940 arbeitete Andrejew im Moskauer Lebedew-Institut für Physik der AN-SSSR. Während des Deutsch-Sowjetischen Krieges leitete er Wissenschaftler-Gruppen für die Flotten auf dem Schwarzen Meer, dem Kaspischen Meer und der Ostsee. 1953 wurde er Vollmitglied der AN-SSSR und Abteilungsleiter des auf seine Initiative auf der Basis des Akustik-Laboratoriums des Lebedew-Instituts gerade gegründeten Moskauer Akustik-Instituts der AN-SSSR sowie Mitglied der International Commission for Acoustics. 1955–1962 war er Chefredakteur des Akustitscheski Schurnal.
1955 unterzeichnete Andrejew den Brief der Dreihundert an das Politbüro der Kommunistischen Partei der Sowjetunion gegen den Lyssenkoismus, der zu Rücktritten Lyssenkos und seiner Anhänger von ihren führenden Positionen führte und erst im Januar 1989 mit Kürzungen in der Prawda veröffentlicht wurde.
1959 wurde Andrejew Ehrendoktor der Technischen Hochschule Dresden und 1964 der Universität Basel. 1960 wurde er Auswärtiges Mitglied der Polnischen Akademie der Wissenschaften.
Nach Andrejew wurden das Akustik-Institut und ein Forschungsschiff benannt.

## Ehrungen
- Orden des Roten Banners der Arbeit (1944)
- Leninorden (1945, 1950, 1953, 1970)
- Verdienter Wissenschaftler der RSFSR (1960)
- Held der sozialistischen Arbeit (1970)